# Тесарське Млиняни
Тесарське Млиняни (словац. Tesárske Mlyňany) — село в окрузі Комарно Нітранського краю Словаччини. Площа села 18,01 км². Станом на 31 грудня 2015 року в селі проживало 1792 жителі. Протікає річка Пелусок.

## Історія
Перші згадки про село датуються 1075 роком.

## Населення
| Рік:            | 1994. | 2004.   | 2014.   | 2024.   |
| --------------- | ----- | ------- | ------- | ------- |
| Кількість осіб: | 1689  | 1652    | 1787    | 1798    |
| Різниця:        |       | -2,19 % | +8,17 % | +0,61 % |

| Рік:            | 2023. | 2024.   |
| --------------- | ----- | ------- |
| Кількість осіб: | 1796  | 1798    |
| Різниця:        |       | +0,11 % |